# Bleue Cove
Bleue Cove är en vik i Antarktis. Den ligger i Östantarktis. Frankrike gör anspråk på området.